# Cayaponia peruviana
Cayaponia peruviana är en gurkväxtart som först beskrevs av Eduard Friedrich Poeppig och Endl., och fick sitt nu gällande namn av Célestin Alfred Cogniaux. Cayaponia peruviana ingår i släktet Cayaponia och familjen gurkväxter. Inga underarter finns listade i Catalogue of Life.